# Classe Lada
La classe Lada o Progetto 677 (in cirillico: проекта 677 Лада; nome in codice NATO: Lada) è una classe di sottomarini diesel-elettrici d'attacco (SSK) di fabbricazione russa, sviluppata dal Rubin Design Bureau per sostituire le unità della classe Kilo nel naviglio della marina russa ed entrata in servizio nel 2010.
Pensati per portare a termine missioni di ricognizione, sorveglianza e di attacco contro sottomarini ed unità di superficie, complici i problemi finanziari che affliggevano la Russia post-sovietica e numerose carenze nell'impianto propulsivo ibrido, il programma ha subito forti ritardi.
Iniziato lo sviluppo nel 1989, il primo sottomarino di serie è entrato in servizio nel 2024.

## Storia
La capoclasse è entrata in servizio nel 2010 e radiata nel 2024 a seguito di un lungo utilizzo come banco prova.
Nel 2019 sono stati ordinati ulteriori 2 esemplari di serie

## Tecnica
È stato ottenuto un basso livello di rumorosità grazie alla scelta di un tipo di progetto a scafo singolo, una diminuzione delle dimensioni della nave, l'uso di un motore dell'elica principale a tutte le modalità su magneti permanenti, l'installazione di apparecchiature antivibranti e l'introduzione della tecnologia di applicazione di un rivestimento anti-idratazione di nuova generazione.
Il battello è dotato di elica a sette pale. Le superfici di controllo di profondità sono poste sulla parte anteriore della falsa-torre.

## Esemplari
| Voenno-morskoj flot | Voenno-morskoj flot | Voenno-morskoj flot | Voenno-morskoj flot | Voenno-morskoj flot | Voenno-morskoj flot | Voenno-morskoj flot |
| #                   | Nome                | Impostazione        | Varo                | Commissionato       | Flotta              | Stato               |
| ------------------- | ------------------- | ------------------- | ------------------- | ------------------- | ------------------- | ------------------- |
| 1                   | Sankt Peterburg     | 26 dicembre 1997    | 28 ottobre 2004     | 8 maggio 2010       | del Nord            | Dismesso            |
| 2                   | Kronštadt           | 28 luglio 2005      | 20 settembre 2018   | 31 gennaio 2024     | del Nord            | Attivo              |
| 3                   | Velikiye Luki       | 19 marzo 2015       | 23 dicembre 2022    | 2024                | del Nord            | Prove in mare       |
| 4                   | Vologda             | 15 febbraio 2022    |                     |                     |                     | In costruzione      |
| 5                   | Yaroslav            | 15 febbraio 2022    |                     |                     |                     | In costruzione      |